# Аграте-Контурбія
Аграте-Контурбія, Аґрате-Контурбія (італ. Agrate Conturbia, п'єм. Agrà e Conturbia) — муніципалітет в Італії, у регіоні П'ємонт, провінція Новара.
Аграте-Контурбія розташоване на відстані близько 530 км на північний захід від Рима, 95 км на північний схід від Турина, 26 км на північ від Новари.
Населення — 1551 особа (2014).
Покровитель — святий Віктор.

## Демографія
Населення за роками:

Станом на 1 січня 2023 року в муніципалітеті офіційно проживало 77 іноземців з 26 країн, серед них 27 громадян країн Євросоюзу та 6 громадян України.

## Сусідні муніципалітети
- Богоньо
- Борго-Тічино
- Дівіньяно
- Меццомерико
- Суно
- Веруно